# وزارت مبارزه علیه مواد مخدر
وزارت مبارزه علیه مواد مخدر یکی از وزارتخانه‌های افغانستان بود که در ۷ دلو/بهمن ۱۳۹۷ به فرمان رئیس‌جمهور با وزارت امور داخله ادغام شد و قرار است زیر نظر این وزارتخانه به فعالیت خود ادامه دهد.

## پیشینه
وزارت مبارزه علیه مواد مخدر در سال ۲۰۰۵ میلادی تاسیس گردید، که قبل از آن به حیث ریاست مبارزه علیه مواد مخدر بود. ریاست مبارزه علیه مواد مخدر در سال  ۲۰۰۲ تحت شورای امنیت ملی تاسیس و در ماه ژانویهٔ ۲۰۰۳ به صورت کلی فعال شد. هدف وزارت مبارزه علیه مواد مخدر هماهنگ سازی تمام فعالیت‌های مبارزه علیه مواد مخدر و برنامه‌های دولت افغانستان با وزارت های دیگر، ادارات مستقل و بقیه موسسات ذیربط می‌باشد.

## وزیران
- ضرار احمد مقبل عثمانی
- مبارز رشیدی
- سلامت عظیمی